# Ferrovia Dakar-Niger
La ferrovia Dakar-Niger (in francese Chemin de fer de Dakar au Niger) è una linea ferroviaria internazionale che unisce la capitale senegalese Dakar con la cittadina maliana di Koulikoro.

## Storia
Il progetto di costruzione della linea ferroviaria Dakar-Niger fu elaborato alla fine del XIX secolo dal generale Joseph Gallieni, comandante del Sudan francese. L'obiettivo era quello di collegare il fiume Niger con il porto di Dakar per consentire il trasporto di materie prime verso la Francia metropolitana. La costruzione della linea fu completata all'inizio del XX secolo: il tratto Kayes-Koulikoro fu inaugurato nel 1904, mentre l'intera venne aperta il 1º gennaio 1924.
L'economia dell'Africa Occidentale Francese era in gran parte basata sull'agricoltura, settore in cui a partire dagli anni '20 e '30 iniziò ad assumere sempre maggiore importanza la coltivazione delle arachidi che poté crescere grazie alla passaggio nella regione della ferrovia.
Nel 1947, i ferrovieri africani scesero in sciopero per diversi mesi, chiedendo gli stessi diritti dei ferrovieri francesi e un aumento di stipendio. Lo sciopero durò dall'11 ottobre 1947 al 19 marzo 1948 e portò a un aumento salariale del 20%, nonostante l'incarcerazione del leader sindacale Ibrahima Sar e il licenziamento degli scioperanti. Lo scrittore senegalese Ousmane Sembène ha raccontato lo sciopero nel suo romanzo Les Bouts de bois de Dieu, pubblicato nel 1960.
Quando il Mali e il Senegal divennero indipendenti, in seguito allo smembramento della Federazione del Mali, l'ex Régie des Chemins de fer de l'Afrique de l'Ouest fu divisa in due società separate, la Régie des Chemins de Fer du Mali (RCFM) e la Régie Sénégalaise. Un accordo tra Senegal e Mali del 1962 prevedeva la gestione congiunta della linea da parte delle due compagnie.

## Servizi
Le difficoltà di gestione e la mancanza di investimenti hanno portato nel tempo a un deterioramento delle infrastrutture e del materiale rotabile. Ci sono stati molti ritardi.
Nell'ottobre 2003 i governi di Dakar e Bamako hanno affidato la gestione della rete a un consorzio franco-canadese, Transrail. Il capitale di Transrail è suddiviso tra l'acquirente canadese (51%), i governi senegalese e maliano (20%), i dipendenti (9%) e gli investitori privati maliani e senegalesi.
Nonostante l'obbligo del consorzio di mantenere un servizio passeggeri, Transrail si è focalizzata principalmente sul trasporto merci. Due terzi delle stazioni sono state chiuse e il numero di collegamenti è stato ridotto, causando così difficoltà agli abitanti delle località più isolate.
Transrail è stata acquistata nel 2007 dalla società belga Vecturis. La linea non è più operativa dal maggio 2010. Cinque anni più tardi i governi del Mali e del Senegal hanno raggiunto un accordo con China Railway Construction Corp (International) per ripristinare le rispettive parti della linea. La concessione a Transrail è stata revocata e una nuova entità, Dakar Bamako Ferroviaire, l'ha rimpiazzata.